# Trachylepis albilabris
Trachylepis albilabris este o specie de șopârle din genul Trachylepis, familia Scincidae, descrisă de Hallowell 1857. Conform Catalogue of Life specia Trachylepis albilabris nu are subspecii cunoscute.

## Galerie

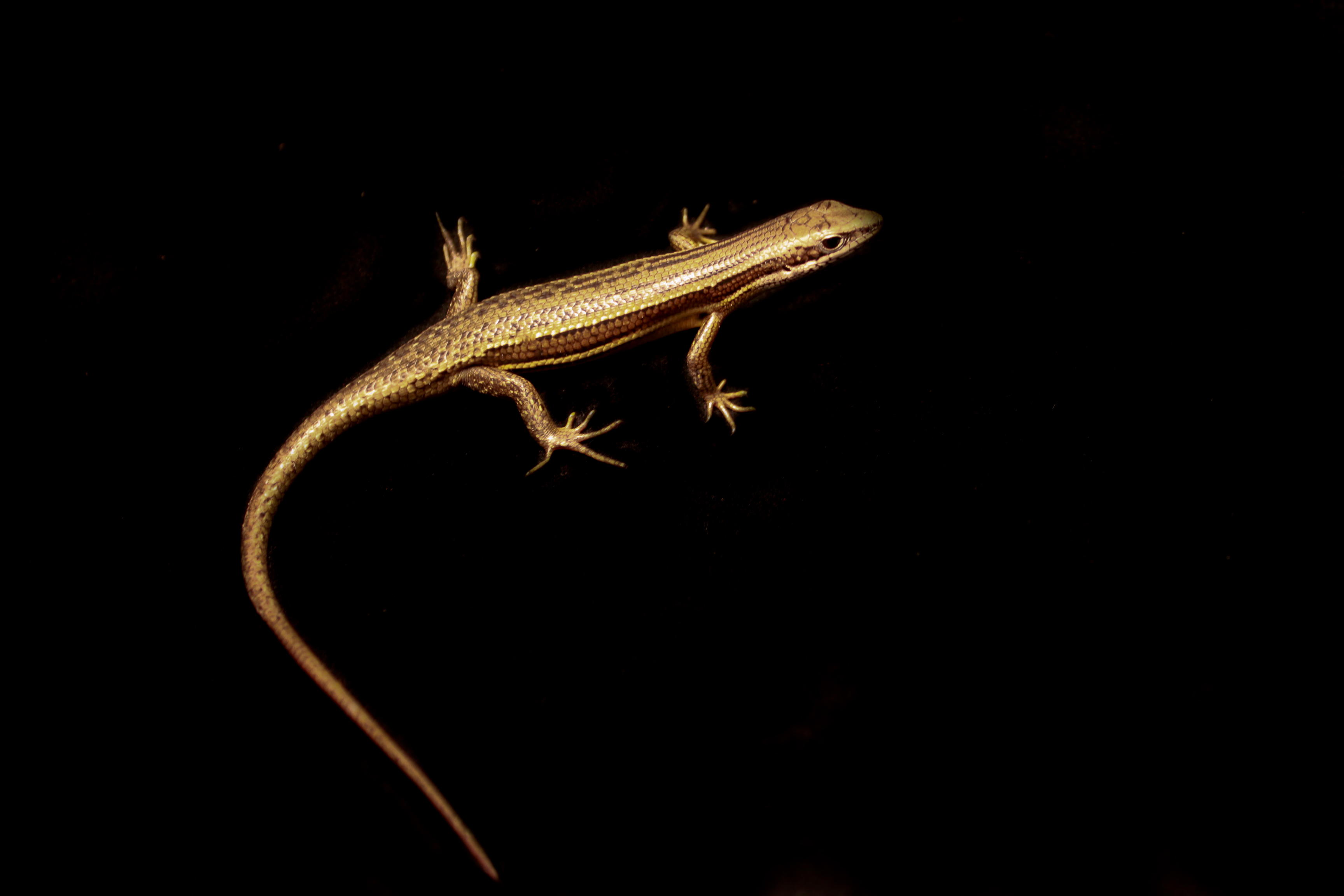